# 傑瑞德·洛布德爾
查爾斯·傑瑞德·洛布德爾（英語：Charles Jared Lobdell，1937年11月29日—2019年3月22日）是美國作家。撰有將近三十本著作，主題涵蓋美國歷史，以及迹象文学社的三名主要成員（J·R·R·托爾金、C·S·路易斯和查爾斯·威廉士）。
擁有耶魯大學的學士學位，威斯康辛大學麥迪遜分校的企業管理碩士和理學碩士學位，卡内基·梅隆大学的博士學位。